# William Meade Fishback
William Meade Fishback, né le 5 novembre 1831 dans le comté de Culpeper (Virginie) et mort le 9 février 1903 à Fort Smith (Arkansas), est un homme politique démocrate américain. Il est gouverneur de l'Arkansas entre 1893 et 1895.

## Biographie
Il est élu sénateur de l'Arkansas en 1864 mais n'est pas autorisé à siéger au Sénat des États-Unis, l'Arkansas n'étant pas encore réintégré dans l'Union, à l'époque de la guerre de Sécession.